# Ellipsoptera
Ellipsoptera es un género de coleópteros adéfagos de la familia Carabidae.

## Especies
Contiene las siguientes especies:
- Ellipsoptera blanda (Dejean, 1831)
- Ellipsoptera cuprascens (Leconte, 1852)
- Ellipsoptera gratiosa (Guerin-Meneville, 1840)
- Ellipsoptera hamata (Audouin & Brulle, 1839)
- Ellipsoptera hirtilabris (Leconte, 1875)
- Ellipsoptera lepida (Dejean, 1831)
- Ellipsoptera macra (Leconte, 1857)
- Ellipsoptera marginata (Fabricius, 1775)
- Ellipsoptera marutha (Dow, 1911)
- Ellipsoptera nevadica (Leconte, 1875)
- Ellipsoptera puritana (G. Horn, 1871)
- Ellipsoptera sperata (Leconte, 1857)
- Ellipsoptera wapleri (Leconte, 1875)